# Slukefter (Korup Sogn)
 For alternative betydninger, se Sluk-efter. (Se også artikler, som begynder med Sluk-efter)
Slukefter er Odenses nordvestligste bydel, beliggende 10 km nordvest for centrum. Den er vokset sammen med bydelen Korup og hører til Korup Sogn. Korup Kirke ligger i Gammel Korup 2½ km nordøst for Slukefter.

## Historie
Bydelen er opkaldt efter Sluk-efter Kro, der blev bygget i 1808 som en fritliggende landevejskro på Rugårdsvej. Kroen og dens store have var et yndet udflugtsmål for odenseanerne. Kroen brændte i 1928, men blev genopført. Den hed i mange år Frederik VI's Kro og nu Frederik VI's Hotel.

### Jernbanen
Nordvestfyenske Jernbane (1911-66) anlagde trinbrættet Slukefter bag kroen ved den nuværende Søbakkevej. Det blev et af banens mest benyttede trinbrætter, og på søn- og helligdage fra Pinse til sensommer var der billetsalg fra et lille skur. I 1914 fik trinbrættet et noget større skur, som havde været banens midlertidige stationsbygning i Odense, mens der blev bygget ny banegård der. I 1912 blev der anlagt sidespor til et entreprenørfirmas grusgrav. Det blev forlænget i 1918, så det også kunne anvendes til roetransporter og til kroens transporter. Godsvogne blev ekspederet på Korup Station, og her opførte Slukefter Savværk i 1943 en kran til tømmertransport.
Langesøstien følger så vidt muligt banetracéet mellem Odense og Langesø, men det er bebygget gennem Korup og Sluk-efter, så her er stien ført udenom. Vest for Sluk-efter følger stien banetracéet på en 2 km lang grusstrækning fra Sølykkeholms indkørsel til lidt ind i skoven Møllemarken. Inde i Sluk-efter er et kort stykke af banetracéet bevaret som asfalteret sti mellem Havtornvænget og Søbakkevej, hvor trinbrættet lå.